# 豊田市立稲武中学校
豊田市立稲武中学校（とよたしりつ いなぶちゅうがっこう）は、愛知県豊田市桑原町鐘鋳場にある公立中学校。稲武地区唯一の中学校である。2017年度の生徒数は44人であり、豊田市内ではもっとも生徒数が少ない中学校である。

## 沿革
- 1947年（昭和22年）4月1日 - 稲武町立稲武中学校として開校。
- 2005年（平成17年）4月1日 - 稲武町が豊田市に編入合併されたことで豊田市立稲武中学校に改称。

### 児童数の変遷
『愛知県小中学校誌』（2018年）によると、生徒数の変遷は以下の通りである。
| 1947年（昭和22年） | 301人 |  |
| 1957年（昭和32年） | 389人 |  |
| 1967年（昭和42年） | 400人 |  |
| 1977年（昭和52年） | 207人 |  |
| 1987年（昭和62年） | 144人 |  |
| 1997年（平成9年）  | 135人 |  |
| 2007年（平成19年） | 95人  |  |
| 2017年（平成29年） | 44人  |  |

## 地理

### 通学区域
以下の小学校区。
- 豊田市立稲武小学校

### 周辺
- 豊田市役所稲武支所
- 道の駅どんぐりの里いなぶ
- 国道153号
- 国道257号